# Pulicaria undulata
Espèce
Synonymes
- Aster crispus Forssk.[1]
- Duchesnia crispa (Forssk.) Cass.[1]
- Francoeuria crispa (Forssk.) Cass.[1]
- Francoeuria undulata (L.) Lack[1]
- Inula crispa (Forssk.) Pers.[1]
- Inula undulata L.[1]
- Pulicaria crispa (Forssk.) Oliv.[1]
- Pulicaria undulata var. undulata[1]

Pulicaria undulata est une espèce de plantes à fleurs de la famille des Asteraceae et du genre Pulicaria, présente dans le domaine soudanais, du Sénégal à l'Éthiopie, et également en Égypte et en Arabie, .

## Liste des variétés
Selon Catalogue of Life (27 juin 2020) :
- sous-espèce Pulicaria undulata subsp. argyrophylla (E.Gamal-Eldin) D.J.N.Hind & Boulos
- sous-espèce Pulicaria undulata subsp. candidissima (Maire) D.J.N.Hind & Boulos
- sous-espèce Pulicaria undulata subsp. fogensis (Gamal-Eldin) A.Hansen & P.Sunding
- sous-espèce Pulicaria undulata subsp. tomentosa (E.Gamal-Eldin) D.J.N.Hind & Boulos
- sous-espèce Pulicaria undulata subsp. undulata

Selon The Plant List (27 juin 2020) :
- sous-espèce Pulicaria undulata subsp. argyrophylla (E.Gamal-Eldin) D.J.N.Hind & Boulos
- sous-espèce Pulicaria undulata subsp. candidissima (Maire) D.J.N.Hind & Boulos
- sous-espèce Pulicaria undulata subsp. tomentosa (E.Gamal-Eldin) D.J.N.Hind & Boulos

Selon Tropicos (27 juin 2020) :
- variété Pulicaria undulata var. alveolosa Maire